# Still Waters
Still Waters è il ventunesimo album dei Bee Gees, uscito nel 1997. Riuscì a riportare in auge il gruppo dei fratelli Gibb dato che in termini di vendite risultò alquanto fortunato con quasi 5 milioni di copie vendute nel mondo. Entrò nella Top Ten della Hit Parade di diversi paesi tra i quali: USA, Gran Bretagna, Germania, Australia e Francia. In Nuova Zelanda e Svizzera riuscì a raggiungere il primo posto per diverse settimane.

## Tracce
1. Alone – 4:49
2. I Surrender – 4:18
3. I Could Not Love You More – 3:43
4. Still Waters Run Deep – 4:08
5. My Lover's Prayer – 4:00
6. With My Eyes Closed – 4:19
7. Irresistible Force – 4:36
8. Closer Than Close – 4:34
9. I Will – 5:08
10. Obsessions – 4:43
11. Miracles Happen – 4:12
12. Smoke And Mirrors – 5:01